# Auriscalpium barbatum
Auriscalpium barbatum är en svampart som beskrevs av Maas Geest. 1978. Auriscalpium barbatum ingår i släktet Auriscalpium och familjen Auriscalpiaceae.   Inga underarter finns listade i Catalogue of Life.